# Ricomincio da ieri
Ricomincio da ieri (I Do, I Do, I Do) è un film televisivo diretto da Ron Oliver, con protagonisti Autumn Reeser, Antonio Cupo e Shawn Roberts.

## Trama
Jaclyn Palmer è un famosa architetta che sta per sposare Peter Lorenzo, un affermato medico che vuole ottenere una promozione in ospedale, il quale le ha anche fatto una proposta matrimoniale piuttosto plateale. La ragazza accetta la proposta di matrimonio per assicurarsi la sicurezza economica e affettiva, piuttosto che per amore. 
Il giorno del matrimonio è arrivato e per Jaclyn iniziano i problemi quando deve affrontare l'invadenza della suocera, comunque la ragazza ha modo di conoscere il testimone di suo marito nonché cognato Max, il fratello dello sposo, anche lui è un dottore sebbene lavori per i medici senza frontiera. La cerimonia matrimoniale purtroppo non è stata come Jaclyn se la immaginava, e ora che è sposata il suo unico desiderio è quello di tornare indietro per poter rivivere il giorno del suo matrimonio nel modo in cui veramente desiderava fare. 
Il destino decide di accontentarla facendole rivivere la stessa giornata. Jaclyn non ci mette molto a capire che sta rivivendo lo stesso giorno, ma ancora una volta il suo matrimonio con Peter si rivela un disastro, e come un incubo a fine giornata, quando lei si addormenta, si risveglia nuovamente rivivendo  il giorno del suo matrimonio in quello che si sta trasformando in un ciclo infinito, solo Jaclyn è consapevole del fatto che la giornata si ripete, e tutte le volte il matrimonio di Jaclyn e Peter non va mai nel modo in cui lei sperava.
Jaclyn decide di farsene una ragione e inizia a vedere la cosa come un gioco, senza nemmeno dare più tanta importanza al suo matrimonio, al contrario invece inizia a prestare più attenzione a Max, tra i due c'è un'evidente attrazione, e man mano che le giornate si ripetono Jaclyn passa sempre più tempo con Max imparando a conoscerlo, e in breve si innamora di lui. 
Jaclyn stufa però di ripetere all'infinito il giorno delle sue nozze, decide di organizzare il suo matrimonio perfetto, e finalmente ci riesce, ma questo non cambia niente, infatti oltre al fatto che Peter non è felice con lei, dato che i due sono troppo diversi e non hanno niente in comune, ancora una volta al suo risveglio la giornata per Jaclyn si ripete. Jaclyn e Max conversano sull'importanza dell'amore e dei legami, purtroppo Jaclyn perse prematuramente i suoi genitori e non ha mai superato il dolore della loro morte, da allora non ha più voluto legarsi a nessuno per paura di soffrire ancora, infatti pur non amando veramente Peter per lei è più facile sposare un uomo per cui non prova un reale affetto così non ci sarà il rischio di rimanere ferita. È Max che però le farà capire che amare significa correre dei rischi e che non vale la pena vivere se prima non troverà il coraggio di stringere dei veri legami e di far entrare l'amore nella sua vita anche se c'è il rischio di soffrire.
Ancora una volta Jaclyn ripete la stessa giornata ma questa volta decide di essere coerente con se stessa e con quello che veramente prova, e quando lei e Peter sono sull'altare intenti a scambiarsi i loro voti nuziali, Jaclyn decide di fare la cosa giusta e lo lascia perché la realtà dei fatti è che loro due non si amano, la madre di Peter lo aveva esortato a prendere Jaclyn in moglie solo nella speranza che mettendo su famiglia questo avrebbe favorito le possibilità per suo figlio di avere quella promozione, alla quale in realtà Peter non è nemmeno poi tanto interessato, e quindi Peter rispetta la scelta di Jaclyn avendo capito che lei ha preso la decisione giusta.
Finalmente Jaclyn, non più interessata alla stabilità e alla sicurezza, decide di vivere l'amore come un'avventura e finalmente il "sortilegio" viene spezzato e a ogni giorno ne sussegue un altro nuovo, Jaclyn inizia a frequentare Max che naturalmente non ha ricordo del tempo passato con lei quando Jaclyn riviveva costantemente la stessa giornata, ma nonostante tutto capisce di essersi già innamorato di lei, e qualche tempo dopo Max e Jaclyn si sposano diventando marito e moglie.